# Raimondo Rimondi
Raimondo Rimondi (San Pietro in Casale, 7 maggio 1922 – Bologna, 27 dicembre 2007) è stato uno scultore e pittore italiano.

## Biografia e attività artistica
Si diplomò all'Istituto d'arte di Bologna e si formò come ceramista a Faenza. Seguì l'attività di scultore, dal dopoguerra alla metà degli anni cinquanta.
Fra le esposizioni, si ricordano la X Quadriennale di Roma (1972) e la Mostra del bronzetto contemporaneo italiano (1976).
Una sua opera si trova nella collezione d'arte della Camera dei deputati.